# Iglesia de Nuestra Señora de la Asunción (Tacotalpa)

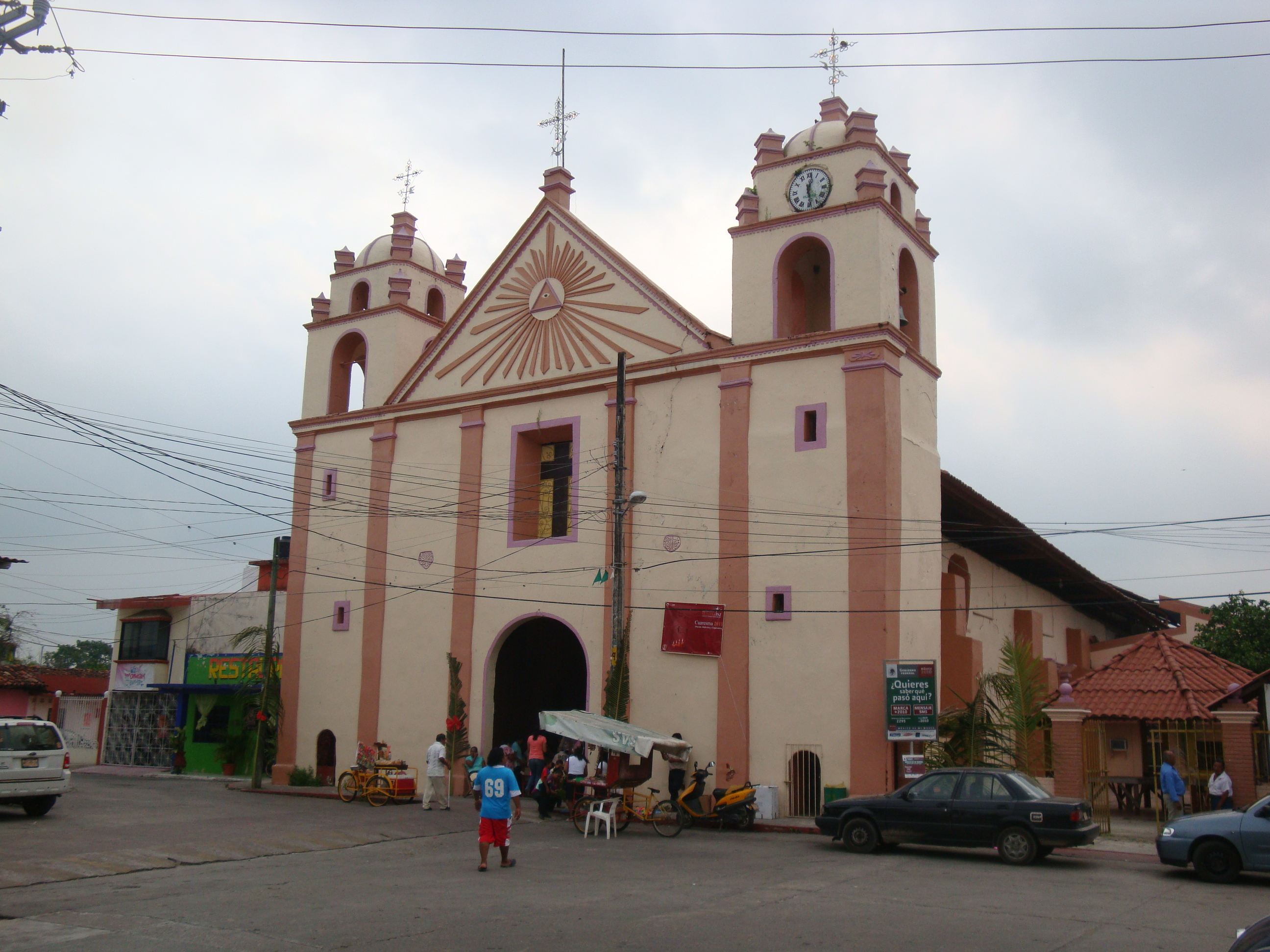
Iglesia de Nuestra Señora de la Asunción, en Tacotalpa.

La Iglesia de Nuestra Señora de la Asunción, es unaiglesia católica localizado en la ciudad de Tacotalpa, estado de Tabasco, México. Es la iglesia más antigua de Tabasco ya que se terminó de construir en 1710. Actualmente está catalogada como Monumento histórico por parte del Instituto Nacional de Antropología e Historia.

## Historia
Debido a los múltiples ataques de piratas ingleses a la villa de San Juan Bautista, entonces capital de la provincia de Tabasco, que era incendiada y destruida constantemente, las autoridades coloniales encabezadas por el alcalde Mayor de Tabasco Diego de Loyola, decidieron en 1677 cambiar los poderes de la provincia, a la villa de Tacotalpa, una pequeña población habitada por indios zoques, localizada en las estribaciones de la sierra tabasqueña. Las autoridades coloniales instalaron la capital, cerca de la población indígena, justo en el sitio donde en 1599 se había levantado la primera ermita de la Asunción hecha de paja, seto y lodo, y nombraron a la villa Tacotalpa de la Real Corona, para diferenciarla de la población indígena a la que se referían como Tacotalpa de los indios. 
En 1703, el entonces alcalde Mayor, José Antonio Torres, siguiendo con la idea de Loyola de hacer de Tacotalpa una villa española, autorizó la construcción de una nueva iglesia en la villa acorde a una capital de provincia, y que sustituyera a la pequeña iglesia de seto, lodo y techo de guano que existía desde 1599. Así, la nueva iglesia fue concluida en el año de 1710 y fue dedicada a La Asunción de María.
La iglesia fue consagrada ese mismo año de 1710 por el obispo de Yucatán Pedro de los Ríos de Madrid, durante su visita pastoral a Tabasco
Las fuertes inundaciones del río de la Sierra, destruyeron prácticamente la totalidad de los edificios coloniales de la otrora capital colonial de Tabasco, sobreviviendo milagrosamente la iglesia de la Virgen de la Asunción. 
Durante la época del gobernador Tomás Garrido Canabal entre 1928 y 1934 se inició la campaña antirreligiosa en el estado, en donde las fuerzas del gobierno, destruían las imágenes religiosas ubicadas en templos y casas particulares. También se cerraron los templos y algunos fueron convertidos en cuarteles militares, escuelas "racionalistas", caballerizas, y otros fueron destruidos. La Iglesia de la Asunción, se salvó de ser destruida gracias a que fue convertida en caballeriza primero, y luego en cuartel militar, y muchas de sus imágenes fueron llevadas por los habitantes hacia la sierra donde fueron escondidas en cuevas.

## Descripción del edificio

### Exterior
La iglesia de la Asunción de Tacotalpa es de estilo renacentista franciscano, con la fachada y los muros hechos  de piedra y terminada en aplanado. Su fachada es lisa y austera, ya que carece de relieves y de adornos elaborados, pudiéndose apreciar solo dos grabados hechos en piedra. Tiene un solo cuerpo, y arco de medio punto en el acceso
La fachada es de un solo cuerpo, y tiene tres puertas al frente, una grande al centro en forma de arco de medio punto y dos pequeñas a los lados, que dan acceso a cada una de las dos torres con que cuenta y que son de dos cuerpos de forma cuadrada, ambas torres tienen en el último cuerpo, cuatro columnas cuadradas (una en cada esquina) adosadas y decoradas con una cenefa y ventanas en forma de arco de medio punto, y terminan en cupulines gallonados. 
En la parte superior, las torres están rematadas con una cruz de hierro cada una, y cuentan con una altura aproximada de 25 metros. La torre derecha cuenta con cuatro ventanas grandes en el primer cuerpo y cuatro ventanas pequeñas en el segundo, así como una campana que data de 1687, mientras que la torre izquierda, en el primer cuerpo posee cuatro ventanas grandes y una campana que tiene la fecha de 1852 y la leyenda "Ntra. Señora de la Asunción", y en el segundo cuerpo se localiza el reloj parroquial.
Arriba de la puerta principal tiene una gran ventana coral que hoy está decorada con un vitral flanqueada por pilastras. En la torre izquierda se instaló un reloj. Cuenta con seis columnas cuadradas adosadas a la pared, y una cenefa. La parte superior posee un frontón triangular que en su interior cuenta con un grabado en argamasa, y la punta del triángulo está rematada con una cruz de hierro. El techo es de teja y a dos aguas.
Las paredes laterales están también construidas con piedra y terminación en aplanado, y son igualmente austeras. La pared izquierda cuenta con una puerta lateral flaqueada por dos columnas salomónicas y dintel escalonado. Destaca la decoración en argamasa.

### Interior
El interior es una gran nave rectangular con una capilla lateral, y el techo está formado con vigas de madera y teja. El decorado de las paredes es también austero y sobrio teniendo acabado con mezcla aplanada. Cuenta con cuatro grandes nichos laterales en forma de arco que llegan hasta el suelo, y cuyos laterales están decorados con pinturas de flroes. En su interior contienen imágenes de diversos santos. 
En el Altar principal se localizan algunas imágenes entre las que se encuentra un gran crucifijo debajo de él, hay un gran nicho con la imagen de la Virgen de la Asunción, a sus costados existen dos nichos más pequeños, uno contienne la imagen de San José y el otro la imagen de San Juan Bautista. Un poco más al frente, pero todavía en el altar principal, se localiza una imagen de la Virgen de la Candelaria. Destaca la pila bautismal de cantera adosada al muro.

## Galería de imágenes

Iglesia de Nuestra Señora de la Asunción
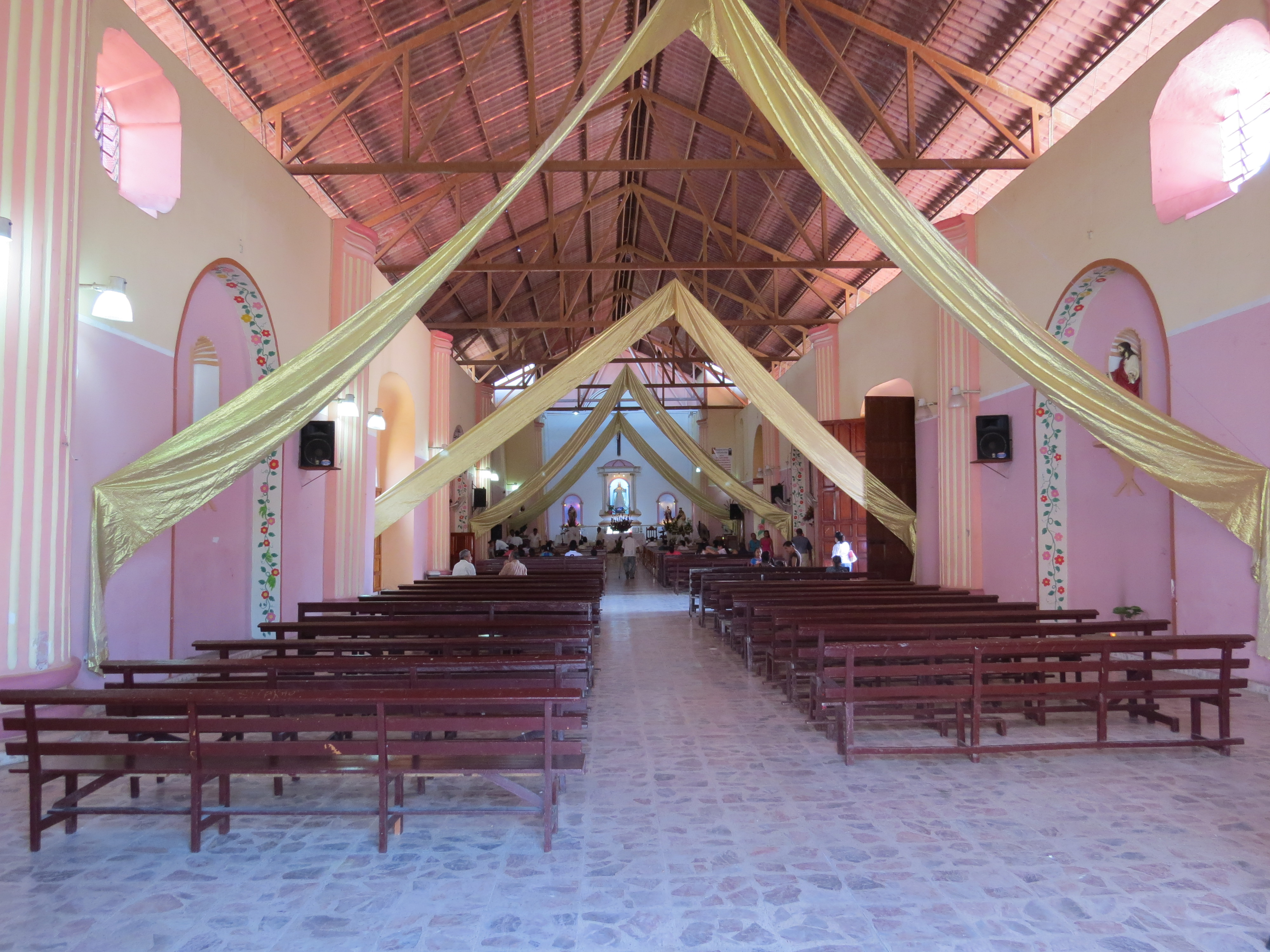
Interior de la Iglesia
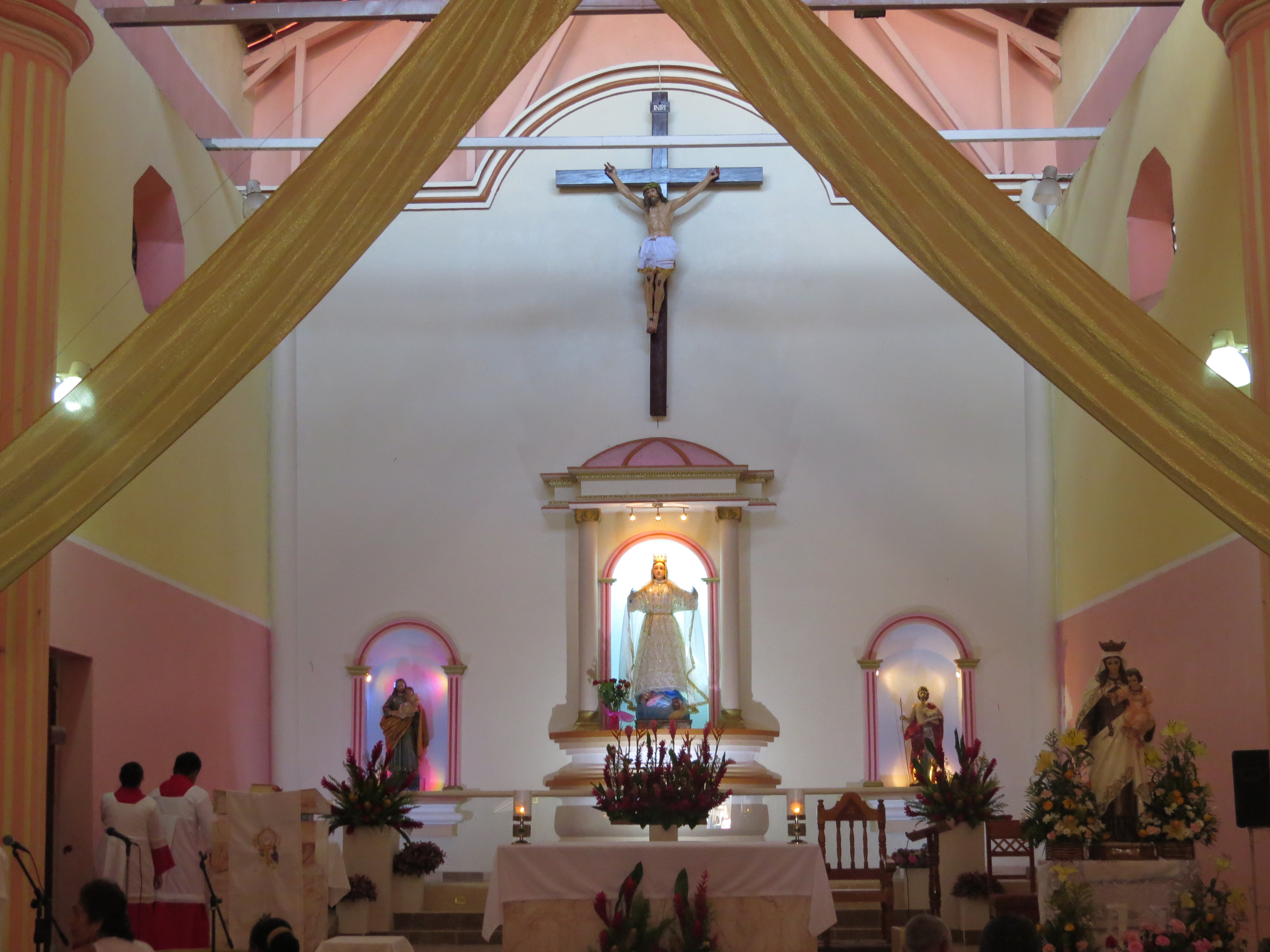
Altar principal
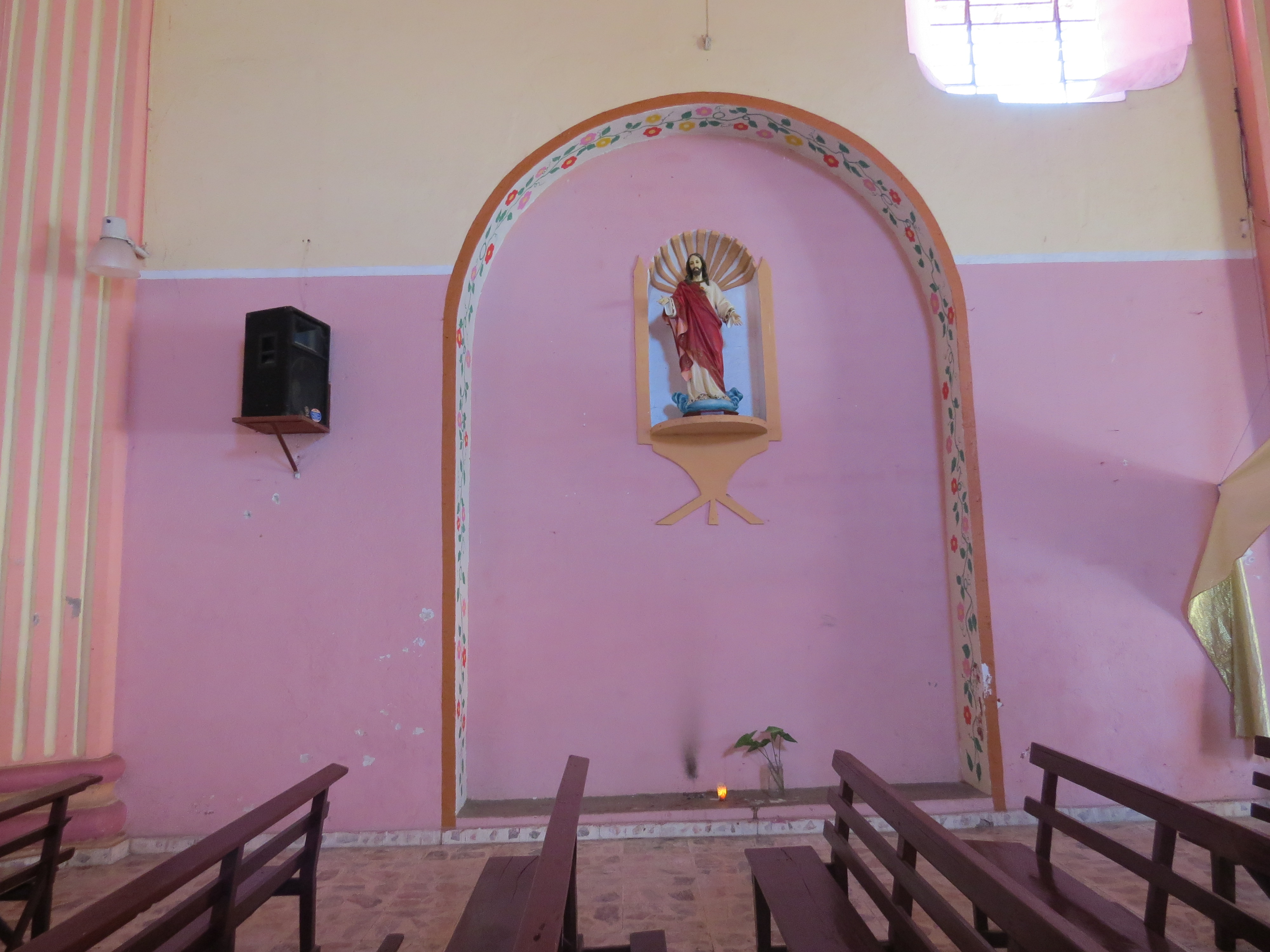
Uno de los nichos laterales
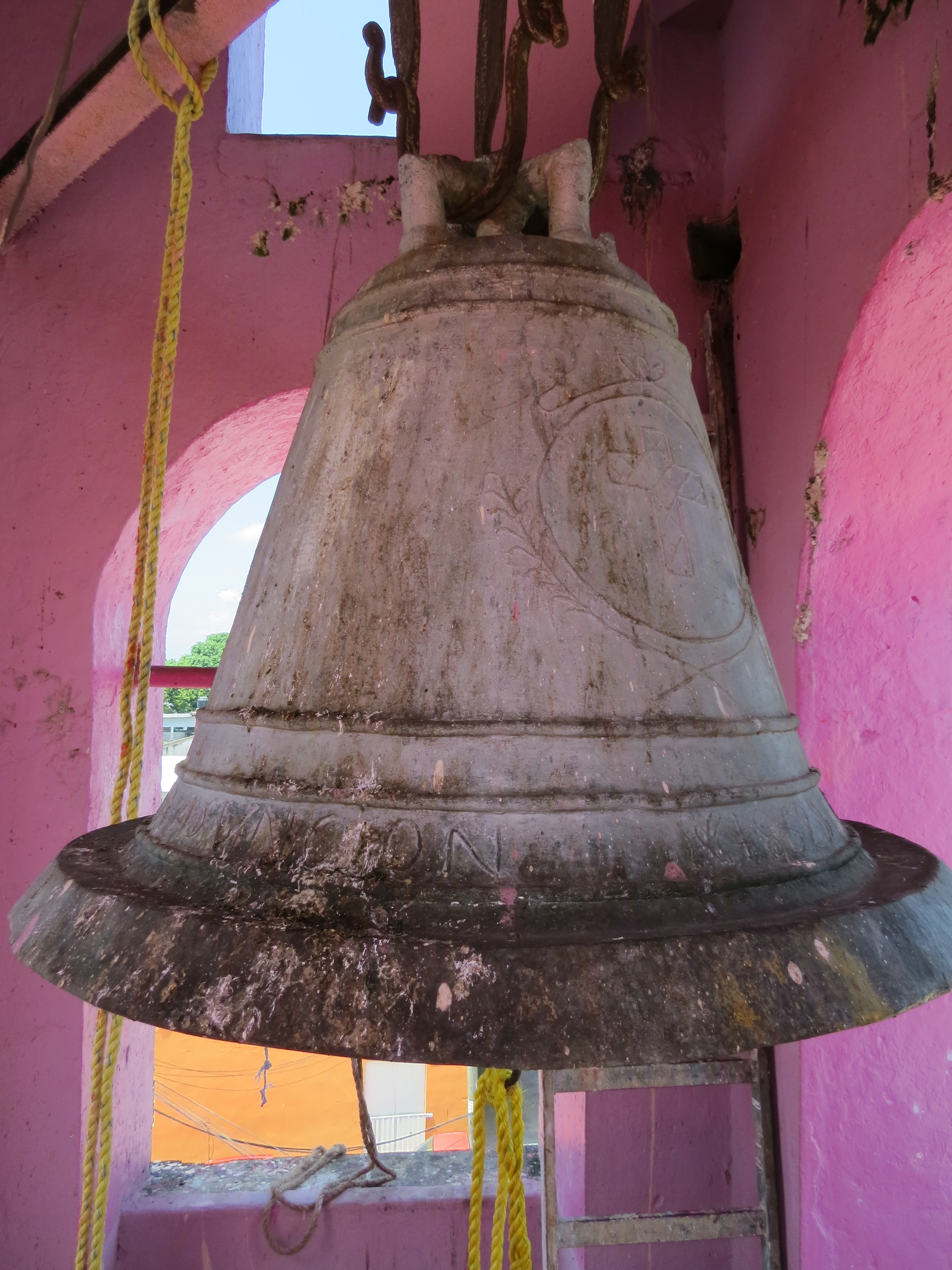
Campana de 1852